# Antigua sinagoga de Gaza
La antigua sinagoga de Gaza fue construida en el año 508 durante el período bizantino y fue descubierta en 1965. Se encuentra en la antigua ciudad portuaria de Gaza, conocida entonces como Maiumas, en la actualidad el barrio Rimal de dicha ciudad. 
En 1965 los arqueólogos egipcios descubrieron el sitio y anunciaron que habían descubierto una iglesia. Más tarde se encontró un mosaico del rey David que lleva una corona y tocando una lira, etiquetado en hebreo.
El mosaico fue fechado en los años 508-509 y mide 3 metros de alto por 1,9 metros de ancho. Los arqueólogos egipcios declararon que el mosaico era de hecho una representación de Orfeo, una figura mitológica griega que se asocia comúnmente con David y de uso común en el arte bizantino.